# Antoinette Pirie
Antoinette (Tony) Pirie (4 octobre 1905 - 11 octobre 1991) est une biochimiste, ophtalmologiste et éducatrice britannique.

## Biographie
Pirie (née Patey) est née à Bond Street, Londres. Son père est botaniste et pharmacien. Elle fait ses études à la Wycombe Abbey School, puis obtient une mention très bien en sciences naturelles (biochimie) du Newnham College de Cambridge en 1932. Elle termine son doctorat au laboratoire de biochimie de Cambridge sous la direction de Frederick Gowland Hopkins. Elle épouse son collègue biochimiste Norman Pirie en 1931. Ils ont un fils et une fille.

## Carrière
En 1939, Pirie rejoint une équipe des laboratoires Mill Hill de l'Imperial Cancer Research Fund dirigée par Ida Mann (en). L'équipe étudie l'effet du gaz moutarde sur la cornée,. Pirie se consacre à l'étude de l'œil pour le reste de sa vie.
En 1942, elle accompagne Ida Mann à Oxford en tant qu'assistante, et en 1947 elle lui succède, en tant que lectrice Margaret Ogilvie en ophtalmologie, au Somerville College d'Oxford, et directrice du Nuffield Laboratory of Ophthalmology. L'une de ses principales préoccupations est les carences en vitamine A provoquant la xérophtalmie et conduisant à la cécité dans le tiers monde.
Pirie crée le Xerophthalmia Bulletin en 1972 et en est également la rédactrice en chef et la secrétaire. Le bulletin comprend des extraits de revues scientifiques actuelles ainsi que des articles originaux et des commentaires. Elle quitte la direction éditoriale en 1985.
Comme son mari, elle est athée et fervente partisane de la Campagne pour le désarmement nucléaire (CND). Elle est une experte des risques radioactifs des explosions nucléaires. Son mari est président du comité scientifique du CND pendant plusieurs années. En 1957, en collaboration avec neuf scientifiques en activité - physiciens, généticiens, médecins et biologistes -, elle édite Fallout pour faire connaître les dangers qu'à l'époque le gouvernement tend à minimiser ou à dissimuler.